# Piet Pieterszoon Hein
För andra betydelser, se Piet Hein (olika betydelser).

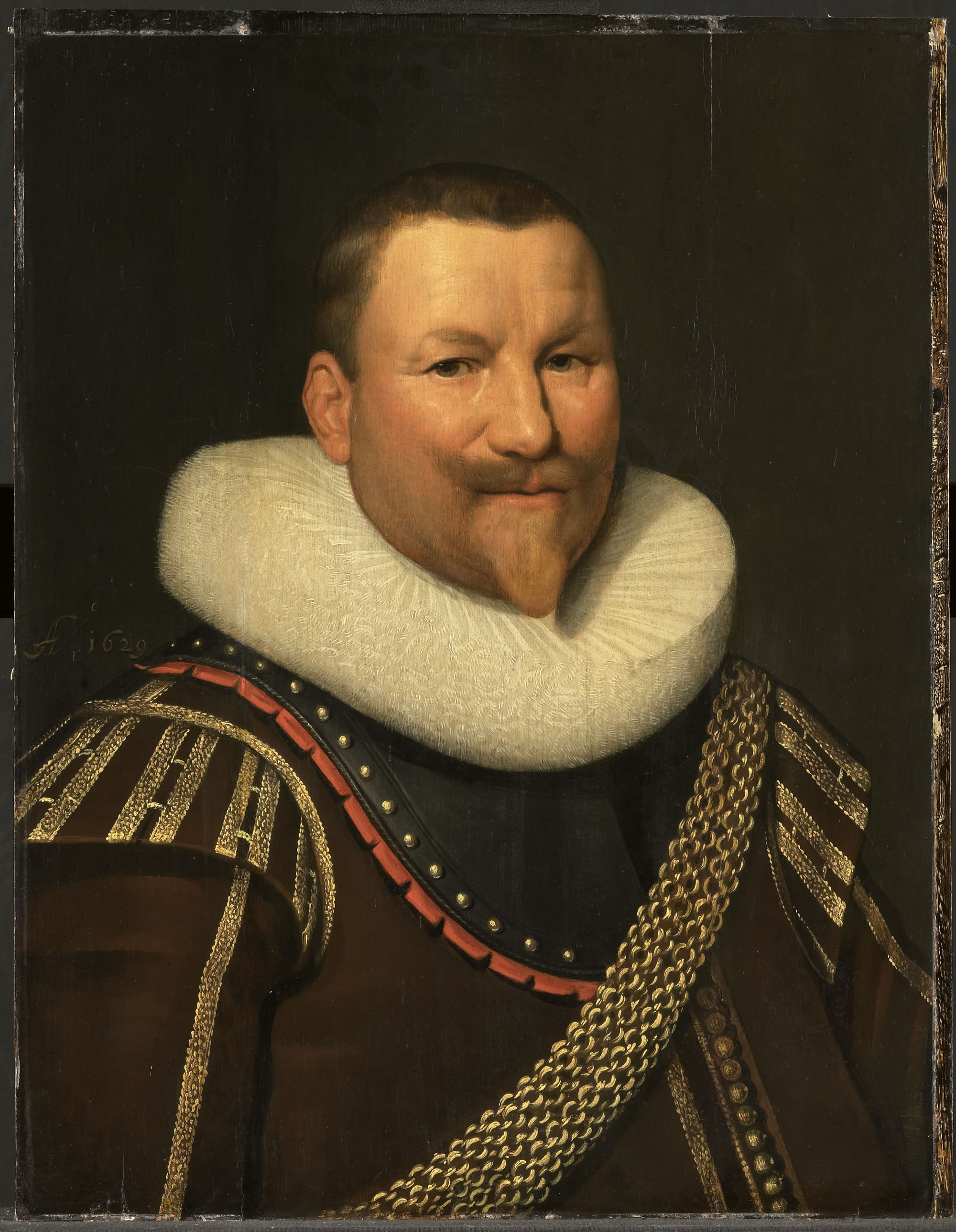
Piet Pieterszoon Hein.

Pieter Pieterszoon Hein, född 25 november 1577, död 18 juni 1629, var en nederländsk sjöofficer och folkhjälte. Han var verksam under  åttioåriga kriget, ett krig mellan de  holländska provinserna och Spanien som ledde till Nederländernas självständighet.

## Uppväxt
Hein föddes i Delfshaven (numera en del av Rotterdam) som son till en sjökapten och han blev en sjöman redan som tonåring. I 20-årsåldern blev han tillfångatagen av Spanien och tvingades arbeta som galärslav i cirka fyra år, förmodligen mellan 1598 och 1602. Han befriades vid en utväxling av fångar. År 1603 blev han återigen tillfångatagen i närheten av Kuba och befriades 1607. Då gick han med i Holländska Ostindiska Kompaniet och reste till Asien. Han återvände som kapten över fartyget "Hollandia" fem år senare. Vid återkomsten gifte han sig med Anneke Claes dochter de Reus, och bosatte sig i Rotterdam. År 1618, när han var kapten på fartyget "Neptunus", blev både han och hans skepp kapade av Republiken Venedig och han tvingades segla för dem. Han lyckades avvika från Venedig, utan sitt skepp, och reste landvägen till Nederländerna. I ett år runt 1622 var han medlem i den lokala förvaltningen (schepen) i Rotterdam, trots att han saknade medborgarskap i staden, tack vare att hans hustru var kusin med en av de tre borgmästarna. 1623 blev han vice amiral i det nya Nederländska Västindiska Kompaniet (WIC) och följande år seglade han till Västindien. Han ledde ett anfall mot, och lyckades inta, den portugisiska fästningen Salvador i bahia i Brasilien. Han attackerade Luanda i Angola men misslyckades med att erövra staden. Han gjorde en ytterligare en räd år 1627 mot Salvador för att återerövra Bahia men det misslyckades, men han kom över ett byte på över trettio portugisiska fartyg med en stor last socker. 
Piet Pieterszoon Hein är idag känd som pirat eftersom han är mest känd för att ha tjänstgjort som kapare för Nederländska Republiken när den var i krig med ätten Habsburg. Han förde befäl över hela flottor av örlogsfartyg och har omvärderats som en kapare med disciplinerade besättningsmän som en del av en krigförande nation.[källa behövs]
Med dåtitens mått mätt var Piet Pieterszoon Hein förhållandevis upplyst och tolerant avseende till exempel slavar, andra religioner och ursprungsbefolkning.[källa behövs]

## Spanska silverflottan
Piet Pieterszoon Hein ledde 1628 en örlogsflotta som seglade ut för att kapa en av de spanska silverflottorna, en spansk konvoj, lastad med silver från de spanska kolonierna i amerika och Filippinerna. Efter att ha blivit varnade stannade halva flottan kvar i Venezuela, men den andra halvan som befann sig i Mexiko seglade ut. Holländarna lyckades kapa sexton skepp utan blodsutgjutelse, en galeon togs efter ett överraskande möte mitt i natten, nio mindre övertalades att överlämna sig, två hanns ikapp under flykt och fyra flyende galeoner stängdes in mot den kubanska kusten i  Matanzas provinsen. Besättningen i de kapade skeppen släpptes på Kuba, och Hein som lärt sig spanska under sin fångenskap, instruerade själv de spanska besättningarna hur de skulle ta sig till Havanna. Hein kom över guld och silver för 11 509 524 gulden. Det räckte för att finansiera den holländska armén i åtta månader och de kunde inta Hertogenbosch. Vid återkomsten till Nederländerna 1629 hyllades han som en hjälte. Till borgmästaren i Leyden sa han om hyllningarna:"Nu prisar man mig när jag fick rikedomar utan minsta fara, men tidigare när jag riskerat mitt liv fullt ut visste de inte ens att jag fanns”. Ingen annan lyckades kapa en så stor del av en spansk silverflotta.

## Överbefälhavare

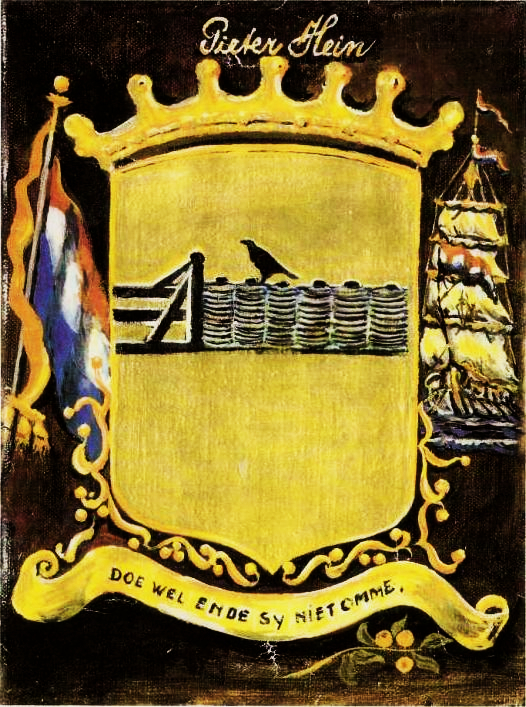
Heraldiskt vapen. Piet Hein's vapen med hans motto, Gör väl och titta aldrig tillbaka

Efter en konflikt med Västindiska kompaniet blev han befälhavare över Holland och Västra Friesland och därmed överbefälhavare för det fria Hollands örlogsflotta den 26 mars 1629. Senare samma år genomförde flottan en kampanj mot den Habsburgska flottbasen Dunkerque från vilken deras kapare opererade. Hans flottilj hann ikapp tre stycken kapare från Ostende och flyttade sitt flaggskepp mellan två av dessa för att ge dem varsin bredsida. Han träffades i axeln av en kanonkula från motelden och dog omedelbart. Piet Pieterszoon Hein begravdes i Oude Kerk i Delft.

## Övrigt
- Piet Hein tunneln i Amsterdam är uppkallad efter honom
- Kortenaer-klass fregatten Piet Hein döptes efter honom
- Den danske 1900-tals vetenskapsmannen, matematikern, filosofen, författaren och konstnären Piet Hein är en ättling i rakt nedstigande led